# Horsens HK
Horsens HK is een Deense handbalclub uit Horsens waarvan het eerste damesteam uitkomt de GuldBageren Ligaen, de hoogste divisie in het dameshandbal in Denemarken. Dit team wordt getraind door Claus Mogensen.
Horsens HK’s beste prestatie in de eredivisie was het bereiken van de zesde plaats in seizoenen 90/91, 02/03, 03/04 en 05/06. In 2004 won de club de Deense cup door in de finale Ikast-Bording met 1 punt verschil (23-22) te verslaan. Dit gaf Horsens HK toegang tot de EHF Cup Winners’ Cup. Op dit Europese podium wist de club de kwartfinale te bereiken, waarin werd verloren van het Hongaarse Cornexi Alcoa.